# 加拿大第一軍團

加拿大第1軍團徽章

加拿大第1集团军（英語：First Canadian Army）是第二次世界大战期间加拿大陆军的一个集团军，大部分在西北欧服役的加拿大人员都被分配到其中。1944年7月至1945年5月期间，它在西线的欧洲战场服役。
该集团军于1942年初组建，取代了此前的数量不详的加拿大军团，因为加拿大军队在英国与英国陆军一起服役的人员不断增加，因此有必要扩大到两个军团。到1943年底，加拿大的编队由三个步兵师、两个装甲师和两个独立装甲旅组成。第1軍團的第一任指挥官是“安迪”·麦克诺顿中将，1944年由“哈利”·克雷拉尔将军接替。两人都曾是第一次世界大战期间的加拿大军团中加拿大皇家炮兵团的高级军官。其他国籍的盟军编队被加入到加拿大第1軍團中，以保持其全部兵力。
1942年底，加拿大第1軍團的总兵力为177,000人。一年后，这一数字增至242,000人。1944年5月31日，诺曼底登陆前不久，驻欧洲的加拿大军队人数为251,000人，后其中的75,000人离开加拿大第1軍團前往意大利前线。